# Ешар-Малік
Ешар-Малік (Іш'ар-малік) (*д/н — 2400) — малікум (цар-жрець) Ебли в 2420—2400 роках до н. е. (за іншою хронологією панував в 2282—2276 роках до н. е.)

## Життєпис
Стосовно часу панування тривають дискусії. За однією версією, що прив'язана до періоду панування Са'уму, царя Марі, панував наприкінці XXV ст. до н. е. На цей час Ебла перетворилася на заможну торгівельну державу. За іншою версією він панував у XXIII ст. до н. е. Напевне був спадкоємцем малікума Енар-Даму.
Більшість дослідників вважає, що саме на часи Ешар-Маліка припадає запеклий етап війни з державою Марі. В результаті декількох тяжких кампаній армія Ебли зазнала поразки. Ворог захопив міста Тібалат, Ілвані, Раак, Нірум, Ашалду і Бадул, сплюндрувавши землі в сучасних областях Ангай і Нахал.
Йому спадкував Кун-Даму, родинні відносини з яким не зрозумілі.